# Gora Sorokina, Antarktis
Gora Sorokina är ett berg i Antarktis. Det ligger i Östantarktis. Norge gör anspråk på området. Toppen på Gora Sorokina är 2 608 meter över havet, eller 119 meter över den omgivande terrängen. Bredden vid basen är 3,5 km.
Terrängen runt Gora Sorokina är platt västerut, men österut är den kuperad. Gora Sorokina är den högsta punkten i trakten. Trakten är obefolkad. Det finns inga samhällen i närheten. 